# Hims (muhafaza)
Hims (arab. ‏مُحافظة حمص‎) – jedna z 14 jednostek administracyjnych pierwszego rzędu (muhafaza) w Syrii. Jest położona w środkowej części kraju. Graniczy od południa z Rif Dimaszk, a od południowego wschodu z państwem Irak, od północnego wschodu z Dajr az-Zaur, od północy z Rakka i Hama, a od zachodu z Tartus i państwem Liban.
W 2011 roku muhafaza liczyła 1 803 000 mieszkańców; dla porównania, w 2004 było ich 1 529 402, a w 1981 – 815 103.